# 北大隅郡
北大隅郡（日语：／ Kitaōsumi gun */?）是過去位于日本鹿兒島縣的一個郡，在1887年從大隅郡分割而出；已於1897年4月1日併入鹿兒島郡。
合併前的轄區包括：
- 東櫻島村（現已併入鹿兒島市）
- 西櫻島村（現已併入鹿兒島市）